# سوزانا فون ناثيوسيوس
سوزانا فون ناثيوسيوس (بالألمانية: Suzanna von Nathusius)‏ ممثلة بولندية ولدت في 12 أبريل 2000 في وارسو، بولندا بدأت مشوارها الفني عام 2005 .

## روابط خارجية
- سوزانا فون ناثيوسيوس على موقع IMDb (الإنجليزية)
- FilmPolski.pl – Listing of Polish actors at the Film University in Łodz (in Polish)
- FilmWeb.pl - Database: Commercials and movies